# Hocheckgraben
Der Hocheckgraben (auch in der Schreibweise Hochegg-Graben) ist eine Rotte der Marktgemeinde Schwarzenbach im Bezirk Wiener Neustadt-Land in Niederösterreich.
Hocheckgraben liegt im gleichnamigen Hocheckgraben im südlichen Rosaliengebirge im niederösterreichischen Industrieviertel.
Der Ortsname der Rotte Hocheckgraben steht wohl im Zusammenhang mit der benachbarten Schwarzenbacher Rotte Hochegg, es ist der ‚Graben hinter dem Hochegg‘.
Früher wurde dieses kleine Tal im Volksmund auch Zigeunergraben genannt, da fast alle in Schwarzenbach ansässigen Roma und Sinti hier wohnten. Es kehrte keiner der Schwarzenbacher Roma, Sinti und Juden nach dem Zweiten Weltkrieg zurück.